# Champion Racing Association
A  Champion Racing Association (sigla CRA) é uma associação automobilística de stock cars dos Estados Unidos fundada em 1997, possui atualmente 4 categorias, corre principalmente em ovais curtos.

## Categorias

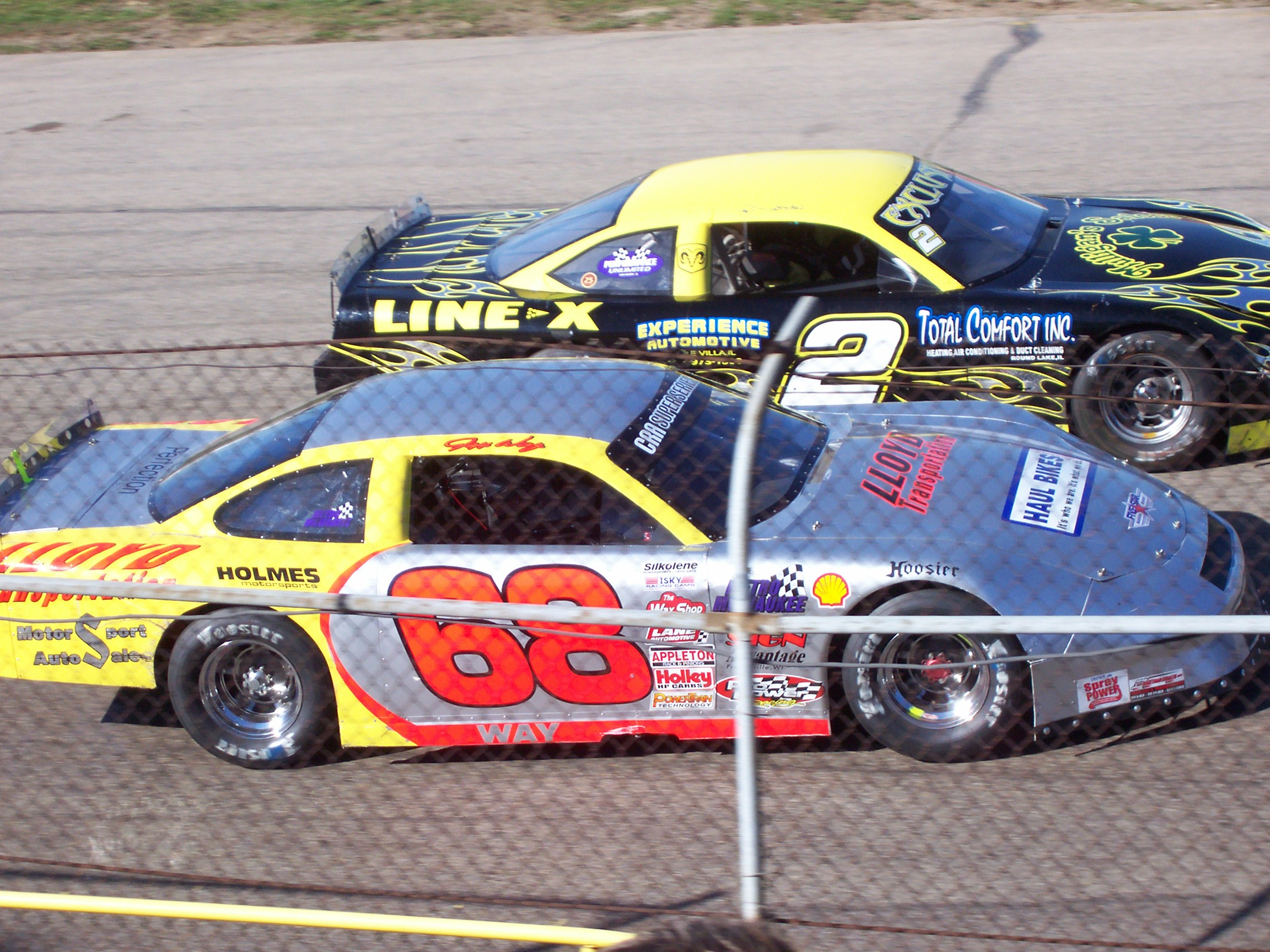
Carros da CRA Super Series.

### Atuais
- CRA Super Series - Categoria principal, utilizam regras e carros late models semelhantes aos da NASCAR.
- JEGS All Stars Tour
- Late Model Sportsman Series
- Street Stock Series

### Anteriores
- Vore's FWD Compacts Series